# Isegoría (revista)
Isegoría es una revista de filosofía moral y política de periodicidad semestral fundada en 1990 por el filósofo Javier Muguerza (1936-2019), primer director de la revista. Editada por el Instituto de Filosofía del CSIC, actualmente está dirigida por Nuria Valverde Pérez.

## Historia y equipo
La revista fue fundada en 1990 por el filósofo Javier Muguerza, quien también fue su primer director. 
El nombre Isegoría se refiere a la reivindicación de los orígenes la democracia “estableció, como uno de sus grandes logros, aquel momento en que se configura un nuevo espacio ciudadano por el simple hecho de ‘levantar la mano, ponerse en el centro y hablar’: la isegoría, el derecho a la palabra, lo que habría de llamarse libertad de expresión, quedaría para siempre, indisolublemente unida a la democracia”.
Posteriormente fue codirigida por Muguerza y Roberto R. Aramayo. En la actualidad la revista está dirigida por la filósofa Nuria Valverde.
Consejo de Redacción: César Rendueles, MariaCaterina La Barbera, Salvador Mas Torres, Armando Menéndez Viso, Gerardo López Sastre, Elena Cantarino, Eulalia Pérez Sedeño, Fernando Bayón Martín, Carmen González Marín y Cristina Sánchez Muñoz. Anteriormente han formado parte del equipo otros filósofos como José María González García, Reyes Mate, Carlos Thiebaut, Ángel Rivero, Antonio Valdecantos o Rafael del Águila.
Consejo Asesor: Francisco José Álvarez Álvarez, Celia Amorós, Seyla Benhabib, Norma Blázquez Graf, Rosi Braidotti, Victoria Camps, Francisco Colom González, Adela Cortina, Elías Díaz, Javier Echeverría, María Luisa Femenías, Ana María López Sala, Manuel Francisco Pérez López, Amelia Valcárcel y Juan Carlos Velasco.

## Temáticas
Su ámbito temático es el de la reflexión ética, la filosofía política, la filosofía del derecho, la filosofía de la historia, la filosofía de la religión, la filosofía de la ciencia, la filosofía analítica, la sociología, la economía, la ecología, el feminismo y todo cuanto guarde alguna relación con la teoría y la práctica del obrar humano.

## Licencia
Isegoría fue la primera revista del Consejo Superior de Investigaciones Científicas que colgó su colección completa en acceso abierto. La edición digital se distribuye con licencia Creative Commons Reconocimiento 4.0 Internacional (CC BY 4.0).